# Joaquín Arias (football)
Pour les articles homonymes, voir Joaquín Arias.
Joaquín Arias Blanco (né le 12 novembre 1914 à Cuba et mort à une date inconnue) fut un joueur de football cubain, qui jouait au poste de milieu de terrain.

## Biographie
Il évolue dans sa carrière dans le club du championnat cubain de la Juventud Asturiana.
Il est l'un des cadres de l'équipe de Cuba qui participe à la coupe du monde 1938 en France, la première du pays et également le premier mondial pour un pays d'Amérique centrale et des Caraïbes.